# Marmolejo
Marmolejo je hora o nadmořské výšce 6108 metrů v Andách, na chilsko-argentinské hranici. Leží osmdesát kilometrů jihovýchodně od Santiaga de Chile, na východě přírodní rezervace El Morado a severně od činné sopky San José, je nejjižnější šestitisícovkou světa. Hora je vyhaslým stratovulkánem z doby pleistocénu.